# هزارخانی (سروآباد)

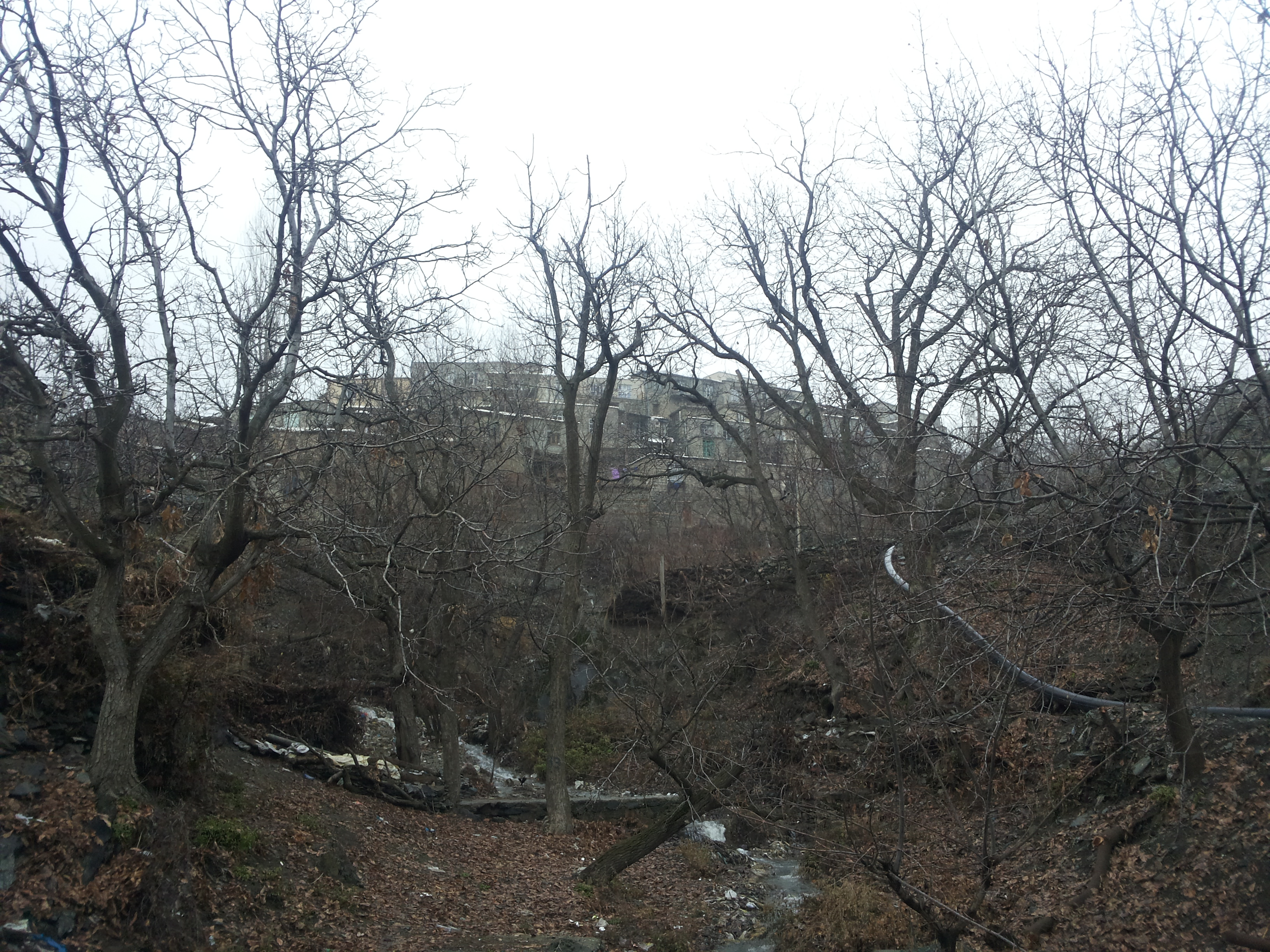
روستای ھزار خانی

هزارخانی (سروآباد)، روستایی از توابع بخش مرکزی شهرستان سروآباد در استان کردستان ایران است.

## جمعیت
این روستا در دهستان کوسالان قرار دارد و براساس سرشماری مرکز آمار ایران در سال 1394، جمعیت آن 938 نفر (235خانوار) بوده‌است که طی نه سال حدود 273 نفر کاهش جمعیت داشته است.